# Boetos z Sydonu
Boetos z Sydonu, Βόηθος (I wiek p.n.e.) – perypatetyk, autor niezachowanych komentarzy do Kategorii, Analityk i Fizyki Arystotelesa.